# Mike Pointon
Michael „Mike“ Pointon (* 25. April 1941 in London; † 1. November 2021) war ein britischer Posaunist und Sänger des New Orleans Jazz, der auch als Jazzautor aktiv war.

## Leben und Wirken
Pointon, der zunächst auf Klavier und Trompete ausgebildet wurde, wechselte schließlich zur Posaune. Nachdem er zunächst mit den Blue Crow Jazzmen auftrat, wurde er 1958 Mitglied der Perdido Street Six. Er gründete 1959 seine eigene Band, war zudem im Blasorchester der Heilsarmee tätig und einer der Gründungsmitglieder von Kid Martyns Ragtime Band. Er spielte in zahlreichen Bands, etwa bei Ken Colyer oder Barry Martyns Camelia Jazz Orchestra und begleitete mit Kid Martyn Kid Thomas und Emmanuel Paul, Mitte der 1960er Jahre dann George Lewis, Alton Purnell und John Handy. Mit der Cotton City Jazzband und Mezz Mezzrow tourte er in Belgien, wo er dann eine eigene Band leitete und mit Albert Nicholas konzertierte; auch ging er mit Pol Clossets Dixieland Gamblers ins Aufnahmestudio. Später arbeitete er mit den Les Haricots Rouges.
Von 1974 bis 1988 gehörte Pointon zur Band von Bill Brunskill, dann zu Dick Lauries Elastic Band und zu Hot Stuff. Während der 1980er Jahre unternahm er als Teil der British All Stars regelmäßige Konzertreisen in die Golfstaaten. Mit Bob Barnard and the Swedish Jazz Kings war er 1995 in Schweden und Deutschland unterwegs. 2015 weilte er mit seiner New Orleans Jazz Band in Deutschland. Er ist auch auf Alben von Sammy Rimington, Pat Hawes und der European Classic Jazz Band zu hören. Im Bereich des Jazz war er laut Tom Lord zwischen 1960 und 2010 an 61 Aufnahmesessions beteiligt, zuletzt mit Gentleman Jim McIntosh and The Jazzaholics (Getting There!).
Pointon schrieb auch für Zeitschriften wie Just Jazz, New Orleans Music und Hot News und präsentierte Musikdokumentationen in Radio und Fernsehen. Er hat weiterhin eine Biografie über Ken Colyer und für zahlreiche CDs Liner Notes (etwa für das Label Uptown Jazz) verfasst.

## Lexikalische Einträge
- John Chilton: Who’s Who of British Jazz. Continuum, London 2004, ISBN 0-8264-7234-6.